# Michael J. O’Kelly

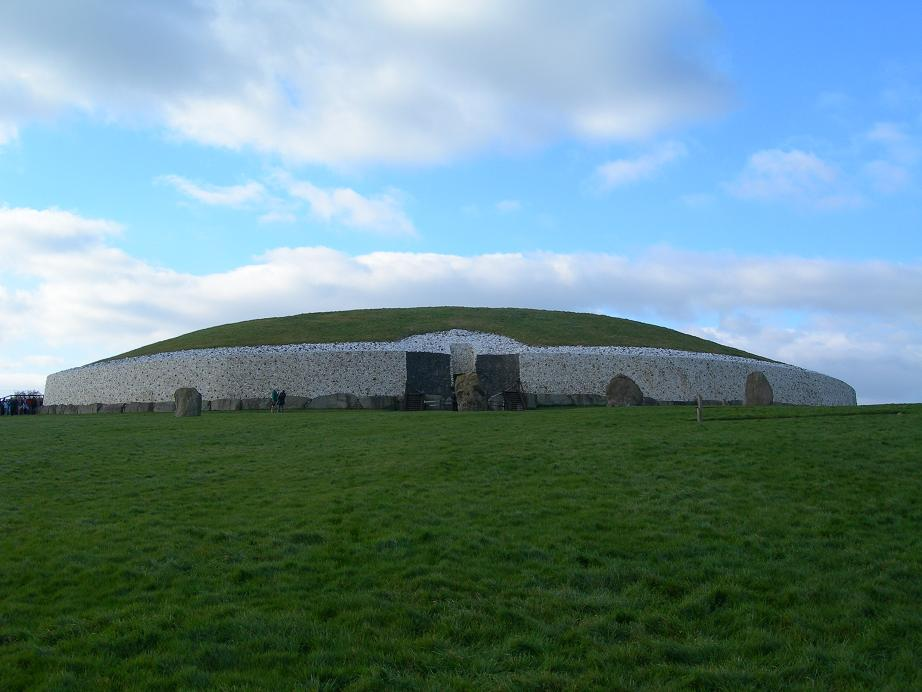
Newgrange

Michael Joseph O’Kelly (* 1915 in Abbeyfeale, County Limerick; † Oktober 1982) war ein irischer Prähistoriker. Er restaurierte das heutige UNESCO-Welterbe Newgrange, ein Ganggrab der späten Steinzeit in Trim, Irland.

## Leben
Obwohl er Michael Joseph getauft wurde, wurde er von seinen Freunden und seiner Familie stets Brian genannt, wie es seine Mutter ursprünglich für ihn vorsah und ihn auch zu seinen Lebzeiten noch lieber getauft hätte. O’Kelly begann sein Studium am University College Cork 1934. 1937, noch zu seinen Studienzeiten, begann O’Kelley Feldhockey zu spielen. Er arbeitete als Landvermesser bei den Ausgrabungen des Ring-Forts bei Garranes im County Cork mit Seán P. Ó. Ríordáin, späterer Professor der Archäologie an der University College Cork. Ende des Jahres zog O’Kelly weiter zur „Jungsteinzeitgegend“ Lough Gur. Nach dem Erreichen des Masters war O’Kelly Kurator des neuen Cork Public Museum im Fitzgerald Park. 1945 heiratete er seine Frau Claire, ebenfalls eine Archäologin, die mit ihm studierte.
Im Jahr 1946 wurde O’Kelly Nachfolger seines Mentors, Professor Ó Ríordáin, als Leiter der Abteilung für Archäologie am University College Cork, eine Position, die er 36 Jahre lang innehatte. O’Kelly grub jeden Sommer kontinuierlich für seine Arbeit. Seit 1944 veröffentlichte er häufig Artikel in Fachzeitschriften. O’Kelly wurde weitestgehend als Lehrer, für seine Feldarbeiten und für seine veröffentlichten Artikel respektiert.
Newgrange, der Standort, mit dem O’Kelly am meisten in Verbindung gebracht wird, wurde 1699 zufällig entdeckt und erregte enormen Touristenandrang. Allerdings war es 1961 in einem schlechten Zustand und es gab keinen öffentlichen Zugang mehr. In diesem Jahr wählte der Archäologe Patrick Hartnett vom Bord Fáilte Éireann (Irish Tourist Board) O’Kelly aus, die Ausgrabungen zu leiten und den Ort für Touristen sicher zu machen.  Die Arbeiten wurden zu jeder Saison bis 1975 fortgesetzt.
Am 21. Dezember 1968 bestätigte O’Kelly eine lokale Legende, dass der Strahl der Sonne zur Wintersonnenwende direkt durch das Grab gehe, durch eine kleine „Dach-Box“-Öffnung über der Türöffnung falle und weiter entlang der gesamten Länge des Durchgangs bis zum Zentrum der Kammer gehe. O’Kelly spekulierte: „Ich denke, dass die Menschen, die Newgrange gebaut haben, die Stätte nicht nur als Grab bauten, sondern als ein Haus des Todes, ein Haus, in dem der Geist spezieller Menschen eine lange Zeit leben wird. Um dies gewährleisten zu können, mussten die Erbauer besondere Vorsichtsmaßnahmen ergreifen, um sicherzugehen, dass das Grab trocken bleibt, wie es bis heute ist. …“ (engl.: I think that the people who built Newgrange built not just a tomb but a house of the dead, a house in which the spirits of special people were going to live for a very long time. To ensure this, the builders took special precautions to make sure the tomb stayed completely dry, as it is to this day. …)
P. R. Giot schrieb über ihn: „O’Kelly war ein Mann des Feldes, ein professioneller Baggerer, ein Experimentalarchäologe und war nicht an pseudo-marxistischen, pseudo-freud’schen oder pseudo-strukturalistischen Interpretationen beteiligt. Er war ein Ethno-Archäologe.“ (engl.: O’Kelly was a man of the field, an expert excavator, an experimental archaeologist, not at all involved in pseudo-marxist, pseudo-freudian, or pseudo-structuralist interpretations. He was an ethno-archaeologist.)

## Veröffentlichungen
- Irish Antiquity. 1981.
- Newgrange: Archaeology, Art and Legend. 1982.
- Early Ireland: An Introduction to Irish Prehistory. 1989, ISBN 0-521-33687-2. (postum)